# Sancia Robinson
Sancia Robinson es una actriz y productora australiana, conocida por haber interpretado a Sancia en Martin/Molloy.

## Biografía
En 1991 se graduó de la prestigiosa escuela National Institute of Dramatic Art "NIDA".
A luchado durante los últimos 15 años contra la bulimia nerviosa.

## Carrera
Escribió un libro llamado "Mary Jane" el cual fue publicado por Random House.
En 1997 se unió al elenco del programa cómico de radio Martin/Molloy donde interpretó a Sancia hasta 1998, junto a Tony Martin, Mick Molloy, Peter Grace y Pete Smith.
En el 2011 se unió como personaje invitada a la popular serie australiana Neighbours donde interpreta a Elaine Lawson, la madre paralítica del doctor Rhys Lawson hasta el 3 de abril de 2013 después de que su personaje decidiera irse luego de la muerte de Rhys.

## Filmografía[2]
Series de televisión
| Año         | Serie                          | Personaje                     | Notas                                           |
| ----------- | ------------------------------ | ----------------------------- | ----------------------------------------------- |
| 2013        | It's a Date                    | Rachel                        | episodio "Should You Have Sex on a First Date?" |
| 2011 - 2013 | Neighbours                     | Elaine Lawson                 | 11 episodios                                    |
| 2010        | City Homicide                  | Michaela Pollard              | episodio "Twilight Zone"                        |
| 2009        | Whatever Happened to That Guy? | Productora de Talento         | episodio "How Now Bryan Brown?"                 |
| 2008        | The Hollowmen                  | Experta de Marketing          | 2 episodios                                     |
| 2005        | We Can Be Heroes               | Agente de Casting             | episodio # 1.6                                  |
| 2005        | Eagle & Evans                  | Cliente del Restaurante Indio | episodio # 1.7                                  |
| 2003        | Welcher & Welcher              | Secretaria                    | episodio "Prejudice"                            |
| 2001 - 2002 | Shock Jock                     | Tracy Tracey                  | 26 episodios                                    |
| 1997        | Good Guys Bad Guys             | Colleen                       | 2 episodios                                     |
| 1995        | Janus                          | Denise                        | episodio "An Unnatural Act"                     |
| 1994        | Blue Heelers                   | Toni Faletti                  | episodio "A Bird in the Hand"                   |
| 1992        | A Country Practice             | Emma Harvey                   | episodio "Reach for the Sky: Part 1"            |

Películas
| Año  | Título   | Personaje | Notas                                                                                            |
| ---- | -------- | --------- | ------------------------------------------------------------------------------------------------ |
| 2006 | BoyTown  | Académica | junto a Wayne Hope, Mick Molloy, Lachy Hulme y Sally McDonald                                    |
| 2003 | Bad Eggs | Jenny     | junto a Mick Molloy, Judith Lucy, Marshall Napier, Shaun Micallef, Steven Vidler y Nicholas Bell |

Productora
| Año         | Serie/Programa                  | Notas                                                     |
| ----------- | ------------------------------- | --------------------------------------------------------- |
| 2013        | Dirty Laundry Live              | 16 episodios - productora invitada                        |
| 2013        | Head First                      | episodio "Fame, Lies & Sex Tapes" - productora de talento |
| 2011 - 2012 | Adam Hills in Gordon St Tonight | 24 episodios - productora invitada                        |
| 2005 - 2011 | Spicks and Specks               | 168 episodios - productora de talento                     |
| 2009 - 2010 | ADbc                            | 26 episodios - productora de talento                      |
| 2010        | Santo, Sam and Ed's Cup Fever!  | 26 episodios - productora de talento                      |
| 2009        | Thank God You're Here           | 10 episodios - coordinadora de talento                    |
| 2001        | Aftershock                      | 13 episodios - productora de segmento                     |
| 1999 - 2000 | The Panel                       | 77 episodios - coordinadora de talento                    |

Teatro
| Año        | Obra                                       | Personaje         | Director (a)      | Teatro              | Notas                                                          |
| ---------- | ------------------------------------------ | ----------------- | ----------------- | ------------------- | -------------------------------------------------------------- |
| 1995, 2004 | What Is The Matter With Mary Jane?         | Mary Jane         | Jeremy Stanford   | -                   | -                                                              |
| 2003       | Coup d'Etat                                | Juliet Elms       | Kate Gaul         | -                   | junto a Natalie Mendoza, Richard Piper y Anthony Wong          |
| 1995       | The Passion and it's Deep Connection       | Kay               | Kerry Dwyer       | Playbox Theatre     | junto a Anne Byron, Sue Ingleton y Ian Scott                   |
| 1994       | Unidentified Human Remains                 | -                 | Brett Adam        | -                   | junto a Sarah Chadwick, David Roberts y Fred Whitlock          |
| 1993       | Shakespeare Tour                           | Varios Personajes | John Bell         | -                   | -                                                              |
| 1992       | I Hate Hamlet                              | -                 | Simon Hopkinson   | Marian St. Theatre  | junto a Cameron Daddo, Tony Sheldon y Ritchie Singer           |
| 1992       | Prin                                       | Mandy Walls       | Richard Cotterill | Marion St. Theatre  | junto a Elizabeth Alexander, Neil Fitzpatrick y Peter Whitford |
| 1992       | The Adventures of Snugglepot and Cuddlepie | -                 | Chris Canute      | Stables Theatre     | junto a Michael Beckley, Robyn Forsythe y Darren Gilshenan     |
| 1992       | 11 PM Sharp                                | -                 | -                 | Stables Theatre     | junto a Michael Beckley, Robyn Forsythe y Tom Weaver           |
| 1991       | The Diver                                  | -                 | Russell Thomson   | Belvoir St. Theatre | junto a Michael Butcher, Zoe Carides y Elspeth MacTavish       |
| 1990       | Abingdon Square                            | -                 | Ros Horin         | Beckett Theatre     | junto a Tim Jame, Julia MacDougall y Lynne Murphy              |
| 1990       | The Tempest                                | -                 | Gale Edwards      | Playhouse Theatre   | junto a Alan Clarke, Helen Morse y Doris Younane               |
| 1989       | Ring Round the Moon                        | -                 | Rodney Fisher     | -                   | junto a Vanessa Downing, Brendan Higgins y Hugo Weaving        |
| 1989       | The Harp in the South                      | -                 | -                 | -                   | -                                                              |
| 1988       | 5th of July                                | -                 | Kevin Jackson     | Parade Theatre      | junto a Charmaine Grey y Richard Huggett                       |
| 1988       | Veneer 3                                   | -                 | Kevin Jackson     | Parade Theatre      | junto a Richard Huggett y Brian Vriends                        |
| 1987       | The Man Who Came to Dinner                 | -                 | Ken Boucher       | NIDA Theatre        | junto a Rodney Bell, Richard Huggett y Brian Vriends           |
| 1986       | Macbeth                                    | -                 | -                 | Parade Theatre      | -                                                              |
| 1985       | Hot'l Baltimore                            | -                 | -                 | NIDA Theatre        | -                                                              |
| 1984       | This Old Man Comes Rolling Home            | -                 | Kevin Jackson     | Parade Theatre      | -                                                              |